# Castelnau-de-Guers
Castelnau-de-Guers – miejscowość i gmina we Francji, w regionie Oksytania, w departamencie Hérault.

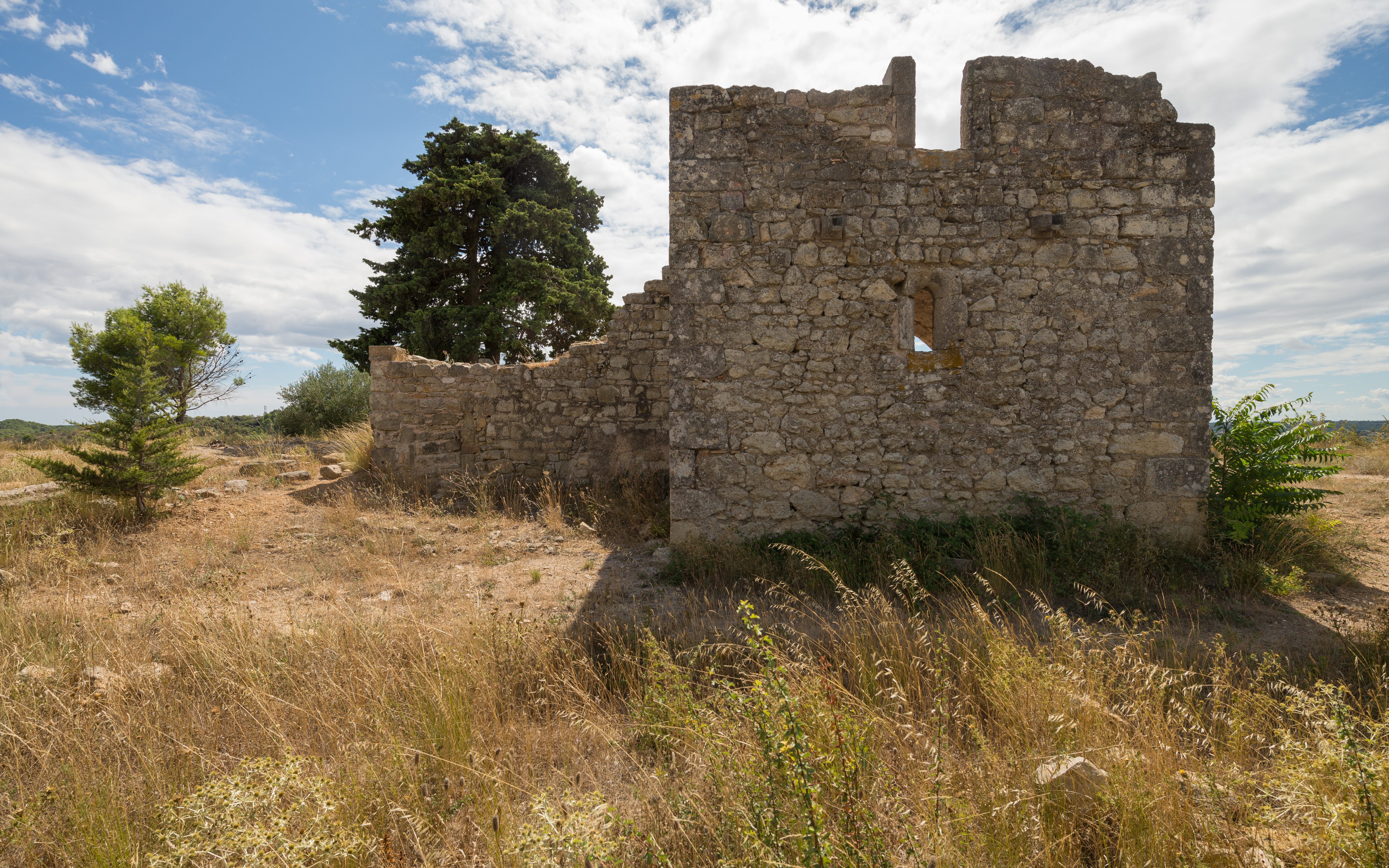

Według danych na rok 1990 gminę zamieszkiwało 876 osób, a gęstość zaludnienia wynosiła 39 osób/km² (wśród 1545 gmin Langwedocji-Roussillon Castelnau-de-Guers plasuje się na 379. miejscu pod względem liczby ludności, natomiast pod względem powierzchni na miejscu 326.).